# Bartłomiej Przedwojewski
Bartlomiej Przedwojewski est un athlète polonais, né le 4 janvier 1993. Spécialiste de skyrunning et course en montagne, il a notamment remporté l'Otter African Trail Run en 2018 et la SkyRace des Matheysins en 2019.

## Biographie
Lors de la finale de la Golden Trail Series 2018 en Afrique du Sud sur le Retto Trail, Bartłomiej mène la course de bout en bout pour établir un nouveau record du parcours en 3 h 40 min 48 s. Malgré sa victoire, il ne termine que cinquième au général.
Fin octobre 2020, il remporte le Golden Trail Championship aux Açores mis en place en remplacement de la Golden Trail World Series.

## Résultats
- 6e junior des championnats du monde de course en montagne 2011,  par équipes

| #   | masculin           | Course                                                            | Longueur | Départ            | Temps           |
| 3e  | Médaille de bronze | Zegama-Aizkorri                                                   | 42 km    | 27 mai 2018       | 3 h 56 min 18 s |
| 6e  | 6e                 | Championnats du monde de skyrunning 2018 (Ring Of Steall Skyrace) | 29 km    | 15 septembre 2018 | 3 h 14 min 41 s |
| 1er | Médaille d'or      | Otter African Trail Run                                           | 42 km    | 20 octobre 2018   | 3 h 40 min 48 s |
| 1er | Médaille d'or      | SkyRace des Matheysins                                            | 27 km    | 19 mai 2019       | 2 h 35 min 10 s |
| 2e  | Médaille d'argent  | Zegama-Aizkorri                                                   | 42 km    | 2 juin 2019       | 3 h 55 min 26 s |
| 3e  | Médaille de bronze | Marathon du Mont-Blanc                                            | 42 km    | 30 juin 2019      | 3 h 56 min 15 s |
| 1er | Médaille d'or      | Golden Trail Championship                                         | 110 km   | 29 octobre 2020   | 9 h 10 min 10 s |
| 3e  | Médaille de bronze | Marathon du Mont-Blanc                                            | 38 km    | 4 juillet 2021    | 3 h 23 min 23 s |
| 4e  | 4e                 | DoloMyths Run                                                     | 21 km    | 18 juillet 2021   | 1 h 53 min 0 s  |
| 1er | Médaille d'or      | Chiemgau Trail Run                                                | 44,8 km  | 4 septembre 2021  | 3 h 47 min 43 s |
| 3e  | Médaille de bronze | Stranda Fjord Trail Race                                          | 25 km    | 6 août 2022       | 2 h 26 min 59 s |
| 1re | Médaille d'or      | KV El Gigante                                                     | 5,5 km   | 22 février 2023   | 39 min 46 s     |
| 6e  | 6e                 | Zegama-Aizkorri                                                   | 41,9 km  | 14 mai 2023       | 3 h 49 min 49 s |
| 5e  | 5e                 | Marathon du Mont-Blanc                                            | 44,5 km  | 25 juin 2023      | 3 h 49 min 47 s |
| 1re | Médaille d'or      | KAT100 - Marathon Trail                                           | 48 km    | 5 août 2023       | 4 h 20 min 36 s |
| 3e  | Médaille de bronze | Zegama-Aizkorri                                                   | 42,2 km  | 26 mai 2024       | 3 h 46 min 54 s |
| 1re | Médaille d'or      | Restonica Trail                                                   | 56 km    | 5 juillet 2025    | 6 h 25 min 26 s |

## Records
Bartłomiej a participé à des compétitions sur piste entre 2010 et 2014. Ses principaux records personnels sont :
- 1500 m : 3 min 59 s 11 (2013)
- 5000 m : 14 min 55 s 64 (2013)
- 10000 m : 31 min 30 s 24 (2012)
- 3000 m steeple :  9 min 05 s 75 (2014)